# NGC 2359
NGC 2359 (nota anche come Nebulosa Elmetto di Thor e Gum 4) è una nebulosa a emissione situata nella costellazione del Cane Maggiore.
Reperire la sua esatta posizione in cielo non è affatto semplice; l'unico modo meno difficile è seguire l'allineamento tra le stelle ι e γ Canis Majoris e poi, proseguendo di circa due volte la loro distanza, deviare la direzione di circa 10° verso est. Al di fuori della portata di qualunque binocolo, è invece visibile attraverso Telescopi di aperture di almeno 120mm di diametro, nei quali si presenta come una macchietta a forma di lettera Q. In fotografia appare invece un oggetto meraviglioso. Al centro della nebulosa si trova una caldissima stella di Wolf-Rayet, che la illumina, eccitandone l'idrogeno e ionizzandolo; questa stella è catalogata come WR 7, o HD 56925, e possiede una magnitudine pari a 10,40, e sarebbe la principale responsabile della formazione della nebulosa, composta dal gas espulso dalla stella stessa.

Altre ipotesi per spiegare i getti a forma di arco osservati nella nube comprendono quella secondo cui la stella centrale circa 7 milioni di anni fa sia stata una supergigante rossa, il cui moto proprio in direzione est ha causato un'onda d'urto allo scontro fra il forte vento stellare e il mezzo interstellare circostante, molto denso a causa della presenza di una nube molecolare, causando la struttura visibile; altre ipotesi ancora menzionano altre stelle come responsabili della struttura arcuata della nebulosa.

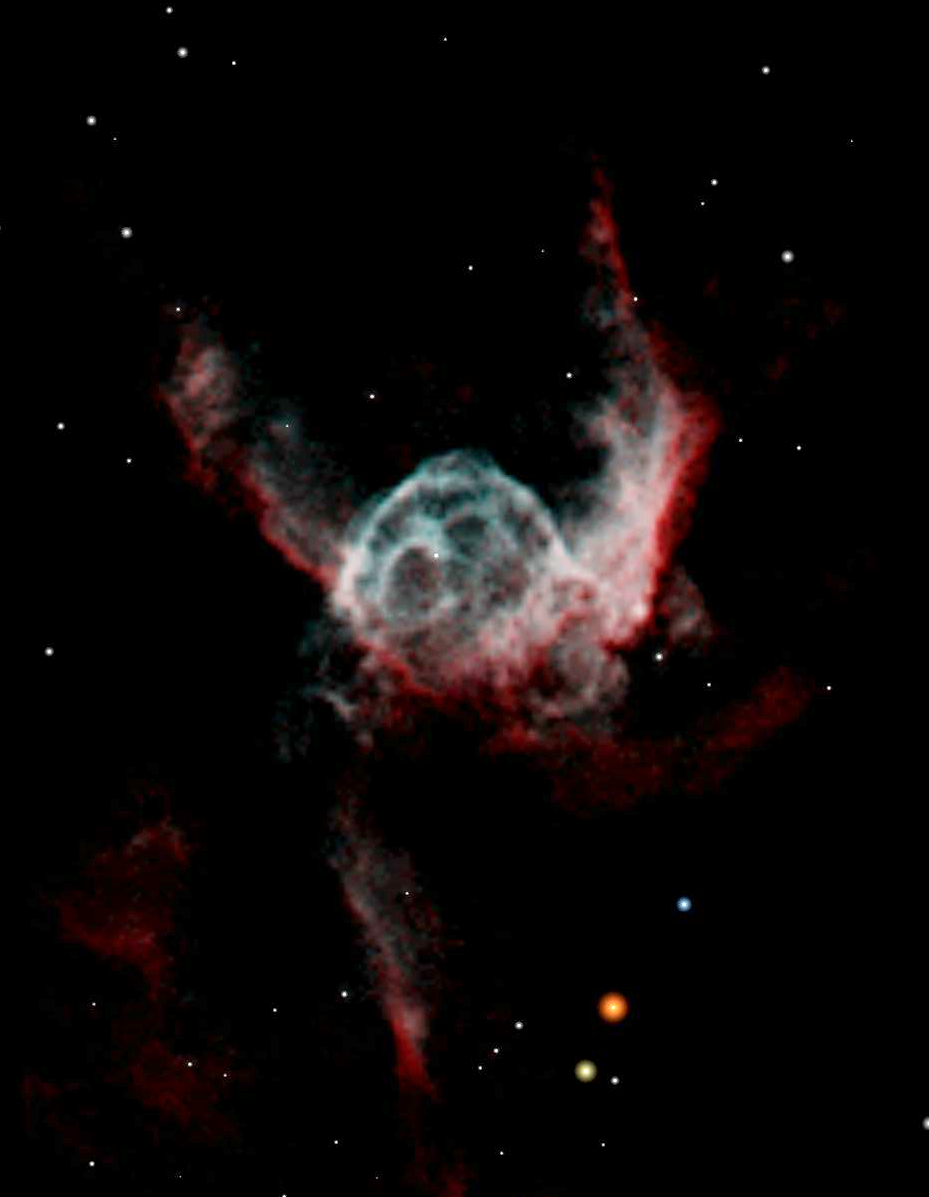
NGC 2359  (Roberto Mura)
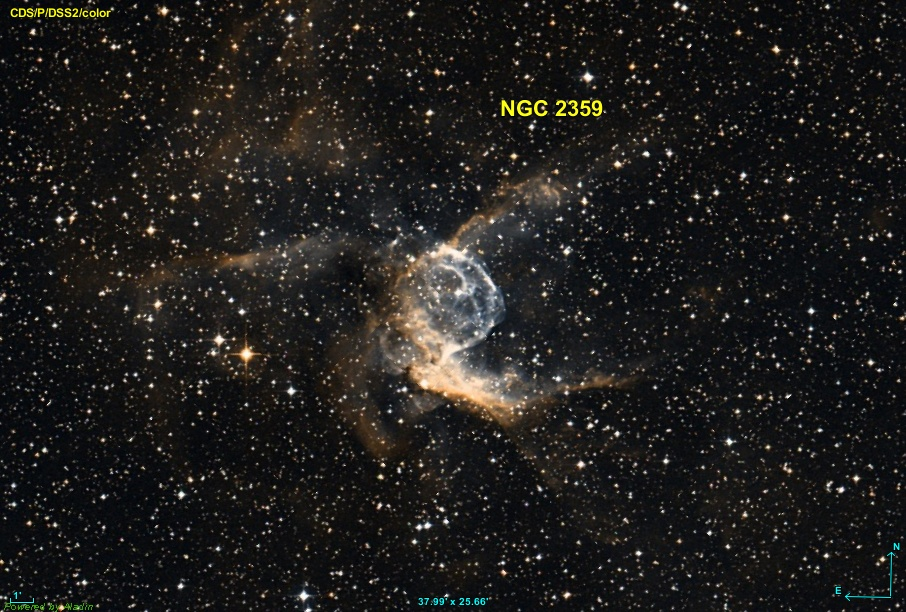
NGC 2359  (DSS)
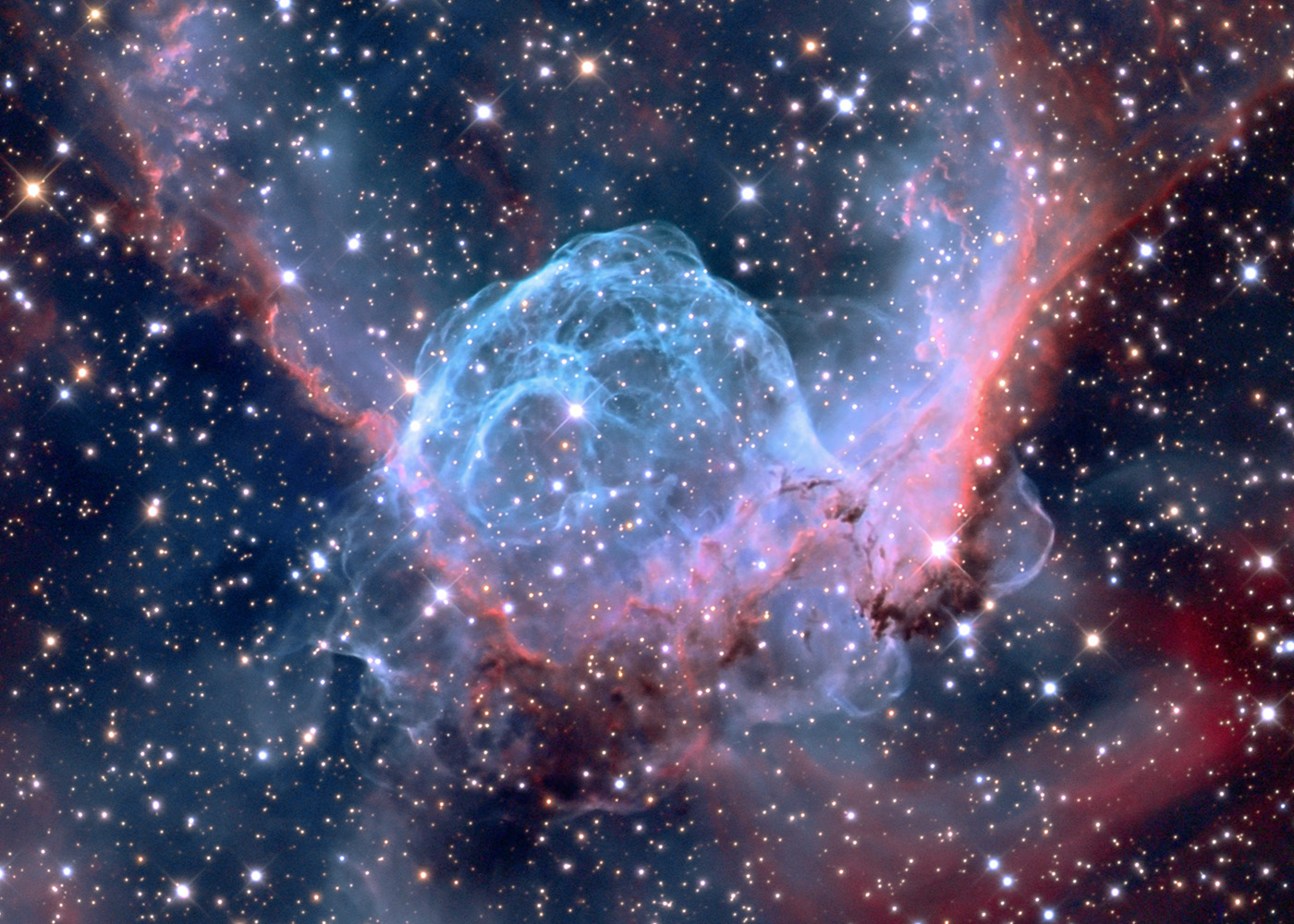
NGC 2359  (Mount Lemmon SkyCenter)
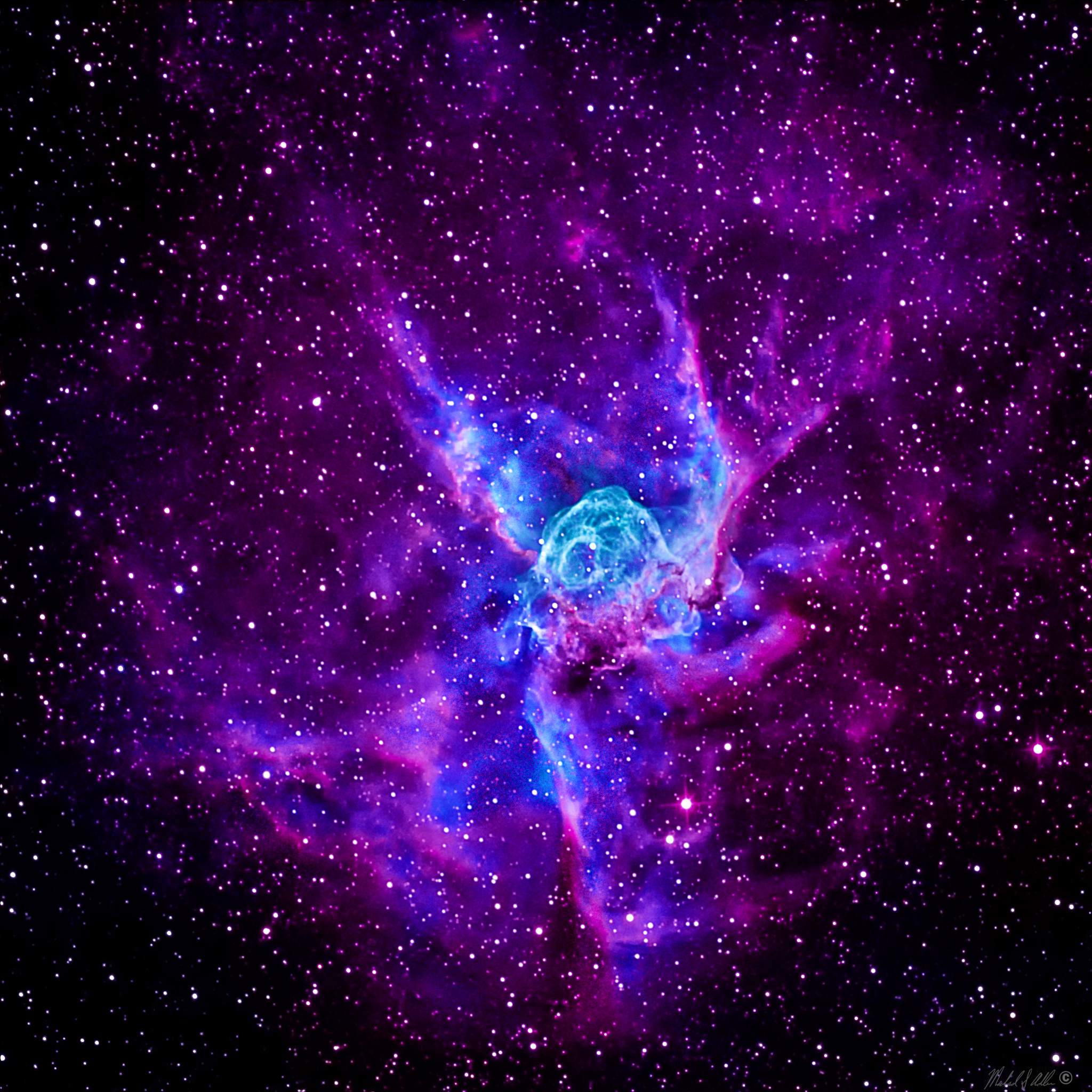
NGC 2359 (amatoriale)